# Фаскаплизин
Фаскаплизин (хлорид фаскаплизина) — природное органическое соединение, бисиндольный алкалоид, родоначальник фаскаплизиновых алкалоидов, впервые выделенный в 1988 году из губки рода Fascaplysinopsis в лаборатории Джона Кларди. Изначально фаскаплизином называлась соль с хлорид-анионом, однако в настоящее время название используется как для обозначения катиона, так и соли. Хлорид фаскаплизина образует красные кристаллы, разлагающиеся при температуре выше 232 °С.
Обладает широкой биологической активностью, в том числе проявляет анти-ангиогенезную, противоопухолевую и противомикробную активность, является специфическим ингибитором циклин-зависимой киназы CDK-4 и и интеркалятором ДНК.
Биохимическим предшественником считается триптофан.

## Нахождение в природе
В природе встречается в губках рода Fascaplysinopsis, Hyrtios, Thorectandra и оболочниках рода Didemnum.
Предполагается, что в морских организмах фаскаплизин синтезируется из двух молекул триптофана.

## Полный синтез
Известно более 10 полных синтезов фаскаплизина. Первый был осуществлён в 1990 году в семь стадий из индола с суммарным выходом в 65 %. Ключевой полупродукт — дииндол — был получен в три стадии, а затем циклизован и окислен до фаскаплизина.

## Физико-химические свойства
Фаскаплизин образует кристаллы кроваво-красного или кирпично-красного цвета с температурой плавления 232—235 °С. Растворимость в воде менее 2 мг/мл, в ДМСО — 20 мг/мл.
Вступает в реакции электрофильного замещения с галогенами и концентрированной серной кислотой по девятому положению. Не образует продукты нитрования при взаимодействии со смесью конценрированных азотной и серной кислот, а также не образует продуктов алкилирования и ацилирования по Фриделю — Крафтсу в классических условиях. Обладает кислотными свойствами, при взаимодействии с основаниями теряет протон образуя незаряженную структуру:
При обработке основаниями в метаноле или водном аммиаке образует структуру, соответствующую алкалоиду ретикулатину:
При обработке метилатом натрия в метаноле образует смесь продуктов, содержащих три метоксильные группы:
При обработке гидрохлоридом гидроксиламина в пиридине, а затем соляной кислотой в метаноле образуется оксим:
При обработке реактивами Гриньяра и алкиллитиевыми реагентами образуются третичные спирты:
При взаимодействии с хлором в уксусной кислоте при 70 °С образуется 9-хлорфаскаплизин:
При взаимодействии с NBS в уксусной кислоте при 65 °С образуется 9-бромфаскаплизин:
При сульфировании концентрированной серной кислотой образуется цвиттер-ион 9-сульфофаскаплизина:

## Биологическая активность
Фаскаплизин является селективным ингибитором циклин-зависимой киназы CDK-4, а также блокирует рост раковых клеток в фале G0/G1 клеточного цикла. При этом активность против других киназ гораздо хуже. Также он проявляет противораковую активность против линии клеток колоректального рака HCT-116, Colo-205 и HCC-2998, клеточных линий меланомы MALME-3M, Mel-5 и M-14, глиобластомы SF-295 и U251, рака яичника OVCAR-3, рака почек RXF-393. Активность не наблюдалась против клеточных линий рака молочной железы HS-578T и BT-549.
Фаскаплизин проявляет анти-ангиогенезную активность посредством блокировки факторов роста эндотелия сосудов (VEGF), прямой остановки клеточного цикла и апоптоза на эндотелиальные клетки пупочной вены человека (HUVEC). Кроме того, ингибирует рост клеток линии S180, возможно посредством анти-ангиогенеза, апоптоза или механизмом остановки клеточного цикла.
Фаскаплизин проявляет интеркалирующую активность в ДНК сопоставимую с другими типичными интеркаляторами. Предполагается, что связывание происходит за счёт двух водородных связей с Val-96.
Показывает противомикробное действие против Staphylococcus aureus, Escherichia coli, Candida albicans, Saccharomyces cerevisae.

## Природные аналоги фаскаплизина
В природе встречается более десяти различных соединений, которых относят к фаскаплизиновым алкалоидам.
| Название                  | Структурная формула | Природный источник                                                          |
| ------------------------- | ------------------- | --------------------------------------------------------------------------- |
| Фаскаплизин               |                     | Fascaplysinopsis reticulata, Hyrtios erecta, Thorectandra sp., Didemnum sp. |
| 3-Бромфаскаплизин         |                     | Didemnum sp.                                                                |
| 10-Бромфаскаплизин        |                     | Fascaplysinopsis reticulata                                                 |
| 3,10-Дибромфаскаплизин    |                     | Fascaplysinopsis reticulata                                                 |
| Гомофаскаплизин A         |                     | Fascaplysinopsis reticulata, Hyrtios erecta                                 |
| Гомофаскаплизат A         |                     | Fascaplysinopsis reticulata, Didemnum sp.                                   |
| 3-Бромгомофаскаплизин A   |                     | Didemnum sp.                                                                |
| Торектандрамин            |                     | Thorectandra sp.                                                            |
| Гомофаскаплизин B         |                     | Fascaplysinopsis reticulata                                                 |
| Гомофаскаплизин B-1       |                     | Didemnum sp.                                                                |
| 3-Бромгомофаскаплизин B   |                     | Didemnum sp.                                                                |
| 3-Бромгомофаскаплизин B-1 |                     | Didemnum sp.                                                                |
| Гомофаскаплизин C         |                     | Fascaplysinopsis reticulata                                                 |
| 3-Бромгомофаскаплизин C   |                     | Didemnum sp.                                                                |